# Onthophagus lamgalio
Onthophagus lamgalio là một loài bọ cánh cứng trong họ Bọ hung (Scarabaeidae).